# Étaples
Étaples település Franciaországban, Pas-de-Calais megyében. Lakosainak száma 10 693 fő (2022. január 1.). Étaples Lefaux, Saint-Josse, Le Touquet-Paris-Plage, Tubersent, Camiers, Cucq és Frencq községekkel határos. A település közelében található egy első világháborús katonai temető.

## Népesség
A település népességének változása:
| Lakosok száma | 11 158 | 11 196 | 11 134 | 10 865 | 10 926 | 10 912 | 10 813 | 10 930 | 10 693 |
|               | 2013   | 2015   | 2016   | 2017   | 2018   | 2019   | 2020   | 2021   | 2022   |